# 豫高亮腹蛛
豫高亮腹蛛（学名：Hypsosinga henanensis）为园蛛科高亮腹蛛属的动物。在中国大陆，分布于河南等地，主要栖息于溪间灌木丛。该物种的模式产地在河南。